# Грехопадение (картина ван дер Гуса)
«Грехопадение» (нидерл. De zondeval) — картина, створка алтарного диптиха фламандского живописца Гуго ван дер Гуса (1430/40—1482), представителя эпохи раннего Северное Возрождение Северного Возрождения. Создана в 1479 году. Хранится в Музее истории искусств в Вене (инв. №GG 5822).

## Описание
Картина, вероятно, была приобретена у художника императором Максимилианом I. В 1659 году приобретена эрцгерцогом Леопольдом Вильгельмом, как картина Яна ван Эйка. «Грехопадение» является частью Венского диптиха «Грехопадение и спасение человека» (другая створка: «Оплакивание Христа»).
После своего вступления в Гильдию Святого Луки Гуго ван дер Гус создал диптих, известный как «Грехопадение и спасение человека», на левой створке которого изображена сцена грехопадения, а на правой — оплакивание Христа. Если в «Оплакивании Христа» ван дер Гус отказался от изображения пейзажа, чтобы подчеркнуть трагизм сюжета, то в «Грехопадении» фигуры Адама и Евы вписаны в зелёный сад Эдем. Для обнажённых фигур характерен изысканный живописный натурализм. Змей не является больше в виде змеи с лицом девушки, а имеет вид женского тела, которое скрыто под кожей рептилии, показывающего несколько извращённую и тревожную элегантность. В этой работе молодой художник ещё далек от аристократической идеализации ван Эйка, а вся композиция отличается резкой и оригинальной выразительностью.
На обратной стороне левой панели изображена Святая Женевьева. На обратной стороне правой панели сохранились следы герба, состоящего из щита с черным орлом, от которых сохранились только лапы. Герб был написан в XVII веке и указывает на возможное владение диптихом династией Габсбургов.

## Ссылка
- На Викискладе есть медиафайлы по теме Грехопадение (картина ван дер Гуса)